# George Russell, X duca di Bedford
George Russell, X duca di Bedford (16 aprile 1852 – Londra, 23 marzo 1893), è stato un politico inglese.

## Biografia

### I primi anni
Era il figlio di Francis Russell, IX duca di Bedford, e di sua moglie Elizabeth Sackville-West.
Si laureò al Balliol College di Oxford nel 1874 con una laurea in Bachelor of Arts ed è stato ammesso al Inn Lincoln, come un avvocato.

### Carriera politica
Fu un membro liberale del parlamento per Bedfordshire tra il 1875 e il 1885, quando il collegio elettorale è stato abolito. Era High Sheriff di Bedfordshire nel 1889 ed è stato poi un vice tenente della contea.
Nel 1891 ereditò il titolo di duca di Bedford, insieme a Woburn Abbey e molti altri beni tra cui Chenies, nello Buckinghamshire, e una zona del centro di Londra attorno a Bedford Square.
Morì nel 1893, all'età di 40, di diabete, a Chesham Place, a Londra, e fu sepolto a Chenies. I suoi titoli e terreni sono stati ereditati da suo fratello minore Herbrand Russell.

## Matrimonio
Il 24 ottobre 1876, sposò Lady Adeline Marie Somers, figlia di Charles Somers, III conte Somers. Non ebbero figli, ma si sa che ebbe almeno un figlio illegittimo.

## Ascendenza
|                                                 |                                |                                    | Genitori                            |  |  | Nonni |  |  | Bisnonni                         |  |  | Trisnonni                              |  |
|                                                 |                                |                                    |                                     |  |  |       |  |  | John Russell, VI duca di Bedford |  |  | Francis Russell, marchese di Tavistock |  |
|                                                 |                                |                                    |                                     |  |  |       |  |  | John Russell, VI duca di Bedford |  |  | Francis Russell, marchese di Tavistock |  |
|                                                 |                                | lady Elizabeth Keppel              |                                     |  |  |       |  |  | John Russell, VI duca di Bedford |  |  |                                        |  |
| lord George Russell                             |                                |                                    |                                     |  |  |       |  |  | John Russell, VI duca di Bedford |  |  |                                        |  |
|                                                 |                                | hon. Georgiana Byng                | George Byng, IV visconte Torrington |  |  |       |  |  |                                  |  |  |                                        |  |
|                                                 |                                | hon. Georgiana Byng                | George Byng, IV visconte Torrington |  |  |       |  |  |                                  |  |  |                                        |  |
|                                                 |                                | hon. Georgiana Byng                | lady Lucy Boyle                     |  |  |       |  |  |                                  |  |  |                                        |  |
| Francis Russell, IX duca di Bedford             |                                | hon. Georgiana Byng                |                                     |  |  |       |  |  |                                  |  |  |                                        |  |
|                                                 |                                | hon. John Theophilus Rawdon        | John Rawdon, I conte di Moira       |  |  |       |  |  |                                  |  |  |                                        |  |
|                                                 |                                | hon. John Theophilus Rawdon        | John Rawdon, I conte di Moira       |  |  |       |  |  |                                  |  |  |                                        |  |
|                                                 |                                | hon. John Theophilus Rawdon        | lady Elizabeth Hastings             |  |  |       |  |  |                                  |  |  |                                        |  |
| Elizabeth Anne Rawdon                           |                                | hon. John Theophilus Rawdon        |                                     |  |  |       |  |  |                                  |  |  |                                        |  |
|                                                 |                                | Frances Hall-Stevenson             | Joseph William Hall-Stevenson       |  |  |       |  |  |                                  |  |  |                                        |  |
|                                                 |                                | Frances Hall-Stevenson             | Joseph William Hall-Stevenson       |  |  |       |  |  |                                  |  |  |                                        |  |
|                                                 |                                | Frances Hall-Stevenson             | Anne Foster                         |  |  |       |  |  |                                  |  |  |                                        |  |
| George Russell, X duca di Bedford               |                                | Frances Hall-Stevenson             |                                     |  |  |       |  |  |                                  |  |  |                                        |  |
|                                                 | John West, IV conte De La Warr | John West, II conte De La Warr     |                                     |  |  |       |  |  |                                  |  |  |                                        |  |
|                                                 | John West, IV conte De La Warr | John West, II conte De La Warr     |                                     |  |  |       |  |  |                                  |  |  |                                        |  |
|                                                 | John West, IV conte De La Warr | Mary Wynyard                       |                                     |  |  |       |  |  |                                  |  |  |                                        |  |
| George West, V conte De La Warr                 | John West, IV conte De La Warr |                                    |                                     |  |  |       |  |  |                                  |  |  |                                        |  |
|                                                 |                                | Catherine Lyell                    | Henry Lyell                         |  |  |       |  |  |                                  |  |  |                                        |  |
|                                                 |                                | Catherine Lyell                    | Henry Lyell                         |  |  |       |  |  |                                  |  |  |                                        |  |
|                                                 |                                | Catherine Lyell                    | Catherine Allestrec                 |  |  |       |  |  |                                  |  |  |                                        |  |
| lady Elizabeth Sackville-West                   |                                | Catherine Lyell                    |                                     |  |  |       |  |  |                                  |  |  |                                        |  |
|                                                 |                                | John Sackville, III duca di Dorset | lord John Sackville                 |  |  |       |  |  |                                  |  |  |                                        |  |
|                                                 |                                | John Sackville, III duca di Dorset | lord John Sackville                 |  |  |       |  |  |                                  |  |  |                                        |  |
|                                                 |                                | John Sackville, III duca di Dorset | lady Frances Leveson-Gower          |  |  |       |  |  |                                  |  |  |                                        |  |
| lady Elizabeth Sackville, I baronessa Buckhurst |                                | John Sackville, III duca di Dorset |                                     |  |  |       |  |  |                                  |  |  |                                        |  |
|                                                 |                                | Arabella Diana Cope                | sir Charles Cope, II baronetto      |  |  |       |  |  |                                  |  |  |                                        |  |
|                                                 |                                | Arabella Diana Cope                | sir Charles Cope, II baronetto      |  |  |       |  |  |                                  |  |  |                                        |  |
|                                                 |                                | Arabella Diana Cope                | Catherine Bishopp                   |  |  |       |  |  |                                  |  |  |                                        |  |
|                                                 |                                | Arabella Diana Cope                |                                     |  |  |       |  |  |                                  |  |  |                                        |  |

| Controllo di autorità | VIAF (EN) 406147553248853800004 · GND (DE) 111476812X |